# Fragmentesammlung
Fragmentesammlung ist ein mehrdeutiger Begriff. Im engeren Sinne versteht man darunter eine Sammlung von Handschriftenfragmenten aus Pergament oder Papier, die in der Regel von Einbänden abgelöst aus konservatorischen oder benutzungstechnischen Gründen und zu einer eigenen Sammlung zusammengefügt wurden. Da antike oder mittelalterliche Handschriften oft zerschnitten und als Buchbindematerial wiederverwendet wurden (Pergamentmakulatur), sind die Fragmente als möglicherweise einziger Überrest einer zerstörten Handschrift oder auch Urkunde schrift-, überlieferungs- und bibliotheksgeschichtlich von hoher Bedeutung und manchmal die einzige Überlieferung eines Textes. Aufgrund dieser Bedeutung wurden wichtige Fragmente (volkssprachige Texte, frühe Handschriften) schon im späten 18. Jahrhundert aus den Trägerbänden ausgelöst und in eine eigene Sammlung integriert.
Fragmentesammlungen entstanden sowohl bei Bibliotheken, aus deren Beständen die Fragmente abgelöst wurden, in Archiven, da auch Archivalien in Makulatur eingebunden wurden, aber auch bei Privatpersonen, die aus wissenschaftlichem Interesse oder privater Sammelleidenschaft solche Sammlungen anlegten.
Darüber hinaus haben schriftliche Aufzeichnungen bisweilen auch außerhalb ihrer naturwüchsigen Tradierung in Kanzlei, Archiv und Bibliothek überdauert, etwa in Depotfunden oder als Ausfütterung von Nagetiernestern auf mittelalterlichen Burgen und anderen Gebäuden, und sind Gegenstand der Mittelalterarchäologie geworden.